# صفي الدين القشاشي
صفي الدين أحمد بن محمد الدَّجاني القُشاشي (1583 - 14 أغسطس 1661) متصوف وفقيه مسلم حجازي في القرن السابع عشر الميلادي/الحادي عشر الهجري. أصله من القدس من آل الدجاني انتقل جده يونس إلى المدينة واحترف (أو هو نفسه) بيع القُشاشة - أي سقط المتاع - فعرف بالقُشاشي، ولد أحمد نفسه في المدينة ونشأ بها. أفتى في المذهبين المالكي والشافعي. له السمط المجيد في تلقين الذكر لأهل التوحيد، و شرح الحكم العطائية لابن عطاء الله الاسكندري وشرح الإنسان الكامل للجيلي.

## سيرته
ولد أحمد بن محمد بن يونس الدَّجاني القُشاشي في المدينة سنة 1583 م/ 991 هـ أصله من القدس من آل الدجاني انتقل جده يونس إلى المدينة، وكان متصوفاً متقشفاً فاحترف بيع القُشاشة وهي سقط المتاع فعرف بالقُشاشي. ولد أحمد في المدينة ونشأ واشتهر بها. كان مالكي المذهب وتحول شافعياً فصار يفتي في المذهبين. 

توفي القشاشي في المدينة في 19 ذي الحجة 1071 هـ/ 14 أغسطس 1661 م.

## مؤلفاته
وله نحو سبعين كتابا أكثرها في التصوف:
- شرح الحكم العطائية: منه نسخة في المكتبة العربية بدمشق، التزم فيه أن يختم كل حكمة بحديث يناسبها.
- حاشية على المواهب اللدنية: صغيرة
- السمط المجيد (السمط المجيد في شأن البيعة والذكر والتلقين وسلاسل أهل التوحيد) في رواياته وأسانيده عن مشايخه وأكثرها في طريق القوم
- سؤال عما عليه هذه الأمة من اختلاف في المذاهب :في مكتبة الحسيني، بتريم.
- كلمة الجود في القول بوحدة الوجود
- الدرة الثمينة فيما لزائر النبي صلى الله عليه وسلم عليه وسلم إلى المدينة
- ضوء الهالة في اسم هو والجلالة